# Frederick Cottrell
Pour les articles homonymes, voir Cottrell.
Frederick Gardner Cottrell (1877-1948) est un électrochimiste surtout connu pour son équation (équation de Cottrell) et pour avoir inventé le précipitateur électrostatique.

## Jeunesse et études
Enfant, Cottrell s'intéressait à la photographie, l'électricité, la télégraphie, et la publication de journaux. Extrêmement curieux, il était un prodigieux lecteur. Après le lycée, il est entré à l'université de Californie à l'âge de 16 ans, et a été diplômé en 3 ans. Il a poursuivi ses études en Allemagne, d'abord à Berlin puis à Leipzig où il a obtenu un doctorat en 1902.

## Carrière
Alors qu'il enseignait à l'université de Californie, Cottrell s'est fait employer par DuPont en 1906 afin d'éliminer un problème de pollution au cours du procédé de fabrication de l'acide sulfurique. En effet, la production de l'acide synthétisait de l'arsenic, qui polluait le catalyseur. Cottrell a découvert que la centrifugation des vapeurs d'acide pollué permettait d'éliminer l'arsenic. Le problème était alors de précipiter les vapeurs purifiées, que Cottrell résolut en faisant passer un courant dans la vapeur, ainsi les ions accumulés à chaque électrode pouvaient être collectés (procédé Cottrell).
Il a par la suite utilisé l'électrostatique afin de filtrer les fumées industrielles.
En 1912, il crée la Research Corporation (en), qui encore aujourd'hui finance de nombreux projets scientifiques. 
Projets financés par le passé : le cyclotron de Lawrence, les expériences de Goddard en fuséologie, et des méthodes de production de vitamines A et B1.

## Récompenses et distinctions
- 1920 : Willard Gibbs Award
- (2026) Cottrell, astéroïde nommé en son nom.